# Johann Sebastian Barnabas Pfaff
Johann Sebastian Barnabas Pfaff (getauft am 11. Juni 1747 in Obertheres; † 30. März 1794 in Mainz) war ein deutscher Bildhauer des 18. Jahrhunderts.

## Leben
Pfaff wurde als Sohn des Schreiners Johann Christoph Pfaff († 1767) geboren. Seine Ausbildung machte er in der Werkstatt von Johann Thomas Wagner; eine weitere Ausbildung hat er in Bamberg erhalten. Auch seine Brüder waren Bildhauer. Er zog wohl schon 1771 nach Bruchsal. Am 25. Juni 1777 heiratete er in der Bruchsaler Hofkirche die Bruchsaler Arzttochter Maria Apollonia Nagel. Noch im selben Jahr wurde er Mainzer Bürger und Mitglied der Bildhauerzunft. 1786 arbeitete er mit Georg Scholl in Koblenz und schuf dort das kurfürstliche Wappen am Säulenvorbau der Rheinfassade des Schlosses, zwei Löwen an der Treppe in der westlichen Halle und vier Löwen an der Mauer vor dem Ehrenhof. 1794 starb Pfaff in Mainz. Seine Witwe heiratete noch im selben Jahr Georg Scholl und ermöglichte damit den Fortbestand der Bildhauerwerkstadt.

## Rezeption
Ernst Neeb meinte, dass ihm ein ehrenvoller Platz sicher beschieden sein wird. Berthold Tapp vertritt die Meinung, dass er ohne Zweifel ein Künstler von bedeutendem Rang gewesen sei und seine Werke seien eine Zier Mainzer Kirchen und repräsentativer Gebäude.

## Werke

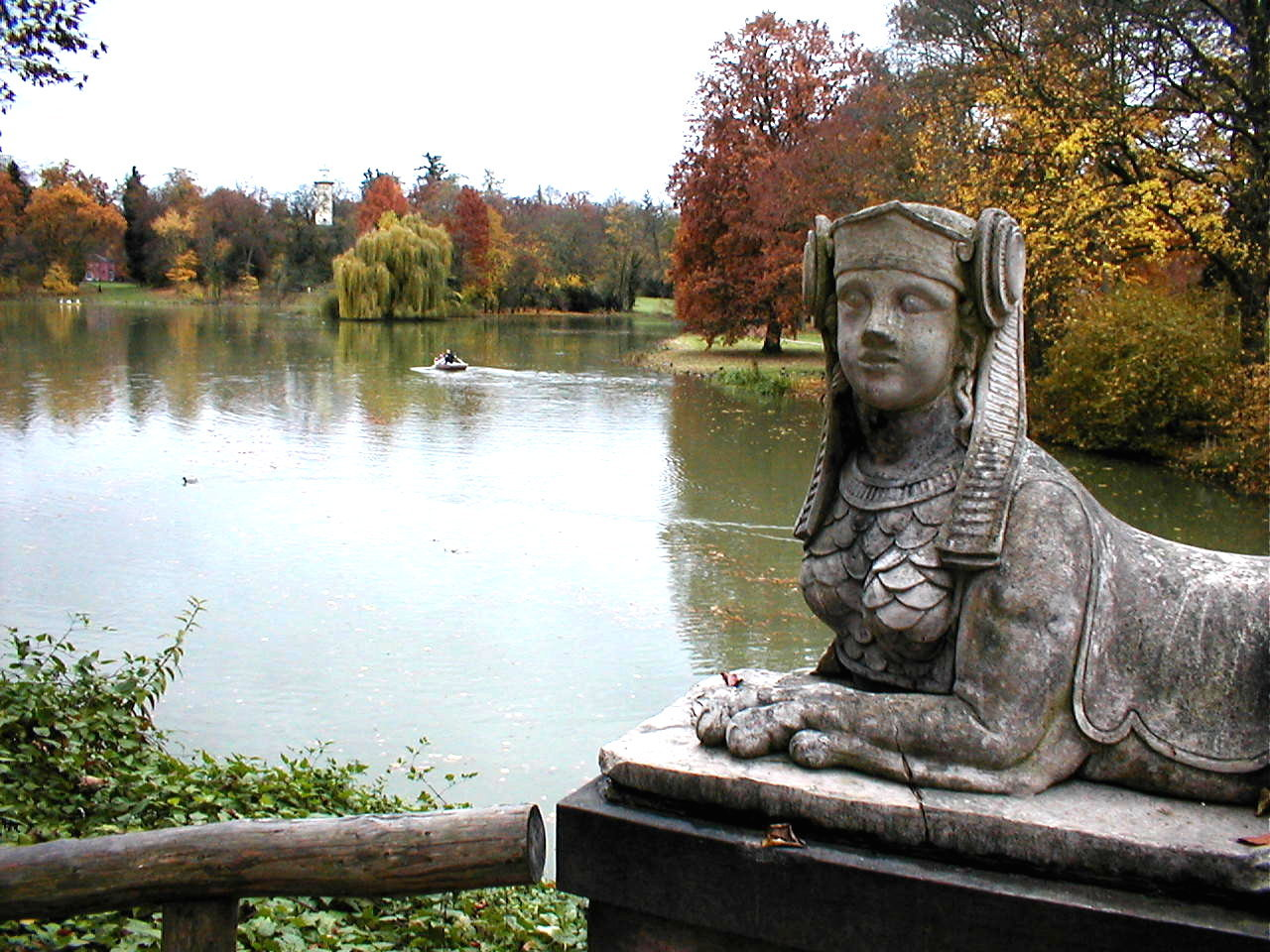
Sphinx im Park Schönbusch

- 1772: Epitaph für den Baron von Limburg-Stirum in der Peterskirche zu Bruchsal
- 1786: Relief des kurfürstlichen Wappens mit der Allegorie Rhein und Mosel am Säulenvorbau der Rheinfassade des Schlosses in Koblenz sowie zwei Löwen an der Treppe in der westlichen Halle und vier Löwen an der Mauer vor dem Ehrenhof
- 1789/90: Vier Sphingen aus Buntsandstein an der Roten Brücke im Park Schönbusch in Aschaffenburg (entfernt und durch Replikate ersetzt)
- 1788: Vier Holzskulpturen im Freundschaftstempel im Park Schönbusch in Aschaffenburg
- 1792: Kloster Amorbach, Grüner Saal, Stuckdekoration – Jahreszeiten-Zyklus: Winter, Frühling, Sommer, Herbst
- 1792: Kloster Amorbach, Grüner Saal, Stuckdekoration – Elemente-Zyklus: Wasser, Feuer, Luft, Erde
- Brozzetti des Hl. Nicolaus von Bari und des Hl. Valentin, ausgeführt als Skulpturen am Portal der Mainzer Christopheruskirche
- Allegorie der Architektur, Brozzetto und Sandsteinfigur (letztere heute ohne Kopf) von der ehemaligen Mainzer Dompropstei
- Allegorie der Gartenkunst, Brozzetto und Sandsteinfigur (letztere heute ohne Kopf) von der ehemaligen Mainzer Dompropstei
- Allegorie der Skulptur aus grauem Sandstein, wohl ebenfalls von der ehemaligen Dompropstei Landesmuseum Mainz, Inv. Nr. S. 3174

Zu den wichtigsten Werken zählen auch die übrigen Statuen, die Pfaff für die Dompropstei erschaffen hat, die aber 1793 bei der Belagerung und Beschießung von Mainz völlig zerstört wurden und verloren sind.